# Piscine d'Iloa
 (avril 2021).
La piscine d'Iloa était un Parc aquatique situé dans le département français du Puy-de-Dôme.  

## Histoire

### Projet et ouverture
Au milieu des années 1980, Maurice Adevah-Pœuf, maire de Thiers entre 1977 et 2001, lance le projet d'une base de loisirs sur la commune de Thiers. Dans celui-ci figure le projet de construction d'un centre aqualudique extérieur, ouvert uniquement l'été, pour désengorger la Piscine René Barnérias et offrir une piscine conçue uniquement pour les loisirs, différente de la piscine en ville-haute. En 1985, la construction de la base de loisirs initialement nommé Base de loisirs de Courty est entamée et en 1989, la base de loisirs d'Iloa ouvre en même temps que sa piscine extérieure. 

### Dysfonctionnements
Au début des années 2000, la piscine montre des signes de fatigue, essentiellement au niveau de sa coque. La piscine, construite sur une zone inondable s'ouvre à plusieurs reprises déversant plusieurs milliers de mètres cubes d'eau dans les nappes phréatiques. En effet, la piscine est réparée chaque début de saison jusqu'en 2001 où la municipalité de Thierry Déglon prend le pouvoir de la ville. Après plusieurs années de situations catastrophiques d'un point de vue écologique et économique, ayant pour cause un entretien partiel de la piscine, la maire de Thiers de l'époque Thierry Déglon annonce la fermeture définitive de la piscine sans consulter les habitants de la commune.

### Polémique à la fermeture du site
La fermeture du site créée une grande polémique dans la ville. Les élus de l’opposition écrivent alors une lettre publique au maire afin qu'il revienne sur sa décision, sans succès. Parmi les arguments, l'attractivité de la ville en baisse, la fermeture de toutes activités sur le site, et même le scénario d'un abandon total de la base de loisirs.

## Caractéristiques
La piscine était la plus grande piscine extérieure d'Auvergne avec une surface aquatique de 3 600 m2 au sol. Elle comptait un toboggan aquatique, un champignon aquatique, un dauphin lanceur d'eau, une cascade géante, un escalier aquatique et un jet d'eau. Une fosse et un plongeoir étaient également présent sur le site, derrière le rocher factice encore en place au milieu des eaux troubles restantes dans la coque de la piscine. Une Pédiluve faisait le tour de la piscine et séparait la plage artificielle de la piscine.  